# Capcom
Capcom Co., Ltd. (на японски: 株式会社カプコン; Kabushiki-gaisha Kapukon) е японска компания, разработчик и издател на видеоигри, която става известна с игри като Street Fighter, Mega Man, Resident Evil, Devil May Cry, Monster Hunter и Ace Attorney, както и игри базирани на анимациите на Disney. Основана през 1979 г., компанията се превръща в международно предприятие с офиси в Северна Америка, Европа и Япония.

## История
Компанията предшественик на Capcom, I.R.M. Corporation, е основана на 30 май 1979 г. от Кензо Цуджимото. Първоначалните компании, създали японския клон на Capcom, са I.R.M. и Japan Capsule Computers Co. Ltd., и двете от които били се занимават с производството на аркадни машини. След сливането на компаниите през януари 1989 г. името, се заимства като „Capsule Computers“ (CapCom), поради производството предимно на аркадни машини и нуждата да се разграничат от набиращите популярност персонални компютри.

## Игри

### Платинени Заглавия
Capcom съставя списък, подновяван четири пъти годишно, със своите игри продали повече от един милион копия, наречен „Платинени Заглавия“. В списъка се съдържат повече от 80 игри, някои от които са Monster Hunter World, Resident Evil 5, Resident Evil 6, Resident Evil 7: Biohazard, Street Fighter II, Resident Evil 2 и т.н.